# Віленський Зіновій Мусійович
Зіновій Мусійович (Залман Мойсейович) Віленський (*3 (15) жовтня 1899, м. Корюківка, тепер Чернігівська область, Україна — †1984) — радянський скульптор-портретист, народний художник РРФСР (1969), член-кореспондент Академії мистецтв СРСР (1954). Навчався в московському Вищому художньо-технічному інституті у 1922—1928 роках. Учень І. Єфімова та Й. Чайкова. Для Віленського характерні вдумливе ставлення до індивідуальних особливостей моделі, ретельність виконання.

## Твори
У Третьяковській галереї — портрети К. М. Ігумнова (гіпс, 1939), С. А. Лавочкіна (мармур, 1947), П. І. Чайковського (мармур, 1947; Державна премія СРСР, 1948). Монументальні бюсти двічі Героїв Радянського Союзу С. Є. Артеменка в селі Рацулово Одеської області та І. Х. Михайличенка в селищі Алмазне Донецької області (обидва — бронза, 1948-49), портрет С. А. Чаплигіна (гіпс, 1950, Науково-меморіальний музей М. Є. Жуковського в Москві), пам'ятник Леніну в Сочі (бронза, 1957), портрет Б. Рассела (бронза, 1966), портрет С. Корольова (1981). Зіновій Віленський зробив також багато інших портретів, надгробків та інших скульптурних творів.